# Kąty (gromada w powiecie otwockim)
Kąty – dawna gromada, czyli najmniejsza jednostka podziału terytorialnego Polskiej Rzeczypospolitej Ludowej w latach 1954–1972.
Gromady, z gromadzkimi radami narodowymi (GRN) jako organami władzy najniższego stopnia na wsi, funkcjonowały od reformy reorganizującej administrację wiejską przeprowadzonej jesienią 1954 do momentu ich zniesienia z dniem 1 stycznia 1973, tym samym wypierając organizację gminną w latach 1954–1972.
Gromadę Kąty z siedzibą GRN w Kątach utworzono – jako jedną z 8759 gromad na obszarze Polski – w powiecie mińskim w woj. warszawskim, na mocy uchwały nr VI/10/7/54 WRN w Warszawie z dnia 5 października 1954. W skład jednostki weszły obszary dotychczasowych gromad Chrosna, Chrząszczówka, Kąty i Lubice ze zniesionej gminy Kołbiel w powiecie mińskim oraz obszar dotychczasowej gromady Zabieżka ze zniesionej gminy Osieck w powiecie garwolińskim (woj. warszawskie). Dla gromady ustalono 18 członków gromadzkiej rady narodowej.
1 stycznia 1958 gromada weszła w skład nowo utworzonego powiatu otwockiego w tymże województwie.
Gromadę zniesiono 1 stycznia 1969, a jej obszar włączono do gromad Celestynów (wieś Zabieżki) i Kołbiel (wsie Antoninek, Chrosna, Chrząszczówka, Kąty i Lubice) w tymże powiecie.